# Lijst van interlands Belgisch voetbalelftal 1920-1939
Deze pagina toont een chronologisch en gedetailleerd overzicht van de interlands die het Belgisch voetbalelftal speelde in de periode 1920 – 1939.

## Interlands

### 1920
|                                                                |                             |       |                | |
| 17 februari 1920                                               | België                      | 3 - 1 | Engeland (am.) | Opstelling België: |
| Vriendschappelijk Longchamps, Brussel Scheidsrechter: Tien Bos | Coppée 9', 73' Van Hege 80' |       | 32' Gardener   | Vandermeiren; Swartenbroeks, Verbeeck; Musch, Hanse, Pelsmaeker; Van Hege, Coppée, Vlamynck, Michel, Hebdin Bondscoach: William Maxwell Debuut: Léon Vandermeiren (Daring CB), Gustaaf Pelsmaeker (Beerschot AC) |

|                                                                        |                  |       |             | |
| 28 maart 1920                                                          | Frankrijk        | 2 - 1 | België      | Opstelling België: |
| Vriendschappelijk Parc des Princes, Parijs Scheidsrechter: Henry Child | Nicolas 16', 79' |       | 4' Vlamynck | Vandermeiren; Swartenbroeks, Verbeeck; Musch, Hanse, Auguste Fierens; Van Hege, Coppée, Vlamynck, Michel, Hebdin Bondscoach: William Maxwell Debuut: Auguste Fierens (Beerschot AC) |

|                                                                  |                      |       |                   | |
| 29 augustus 1920                                                 | België               | 3 - 1 | Spanje            | Opstelling België: |
| OS 1920 Olympisch Stadion, Antwerpen Scheidsrechter: Job Mutters | Coppée 11', 52', 55' |       | 62' (pen.) Arrate | De Bie; Swartenbroeks, Verbeeck; Musch, Hanse, André Fierens; Van Hege, Coppée, Balyu, Nisot , Hebdin Bondscoach: William Maxwell Debuut: Jan De Bie (RC Brussel), André Fierens (Beerschot AC), Félix Balyu (FC Brugge) |

|                                                                 |                                     |       |           | |
| 31 augustus 1920                                                | België                              | 3 - 0 | Nederland | Opstelling België: |
| OS 1920 Olympisch Stadion, Antwerpen Scheidsrechter: John Lewis | Larnoe 46' Van Hege 55' Bragard 85' |       |           | De Bie; Swartenbroeks, Verbeeck; Musch, Hanse , André Fierens; Van Hege, Coppée, Bragard, Larnoe, Bastin Bondscoach: William Maxwell Debuut: Rik Larnoe (Beerschot AC), Désiré Bastin (Antwerp FC) |

|                                                                 |                             |       |                   | |
| 2 september 1920                                                | België                      | 2 - 0 | Tsjecho-Slowakije | Opstelling België: |
| OS 1920 Olympisch Stadion, Antwerpen Scheidsrechter: John Lewis | Coppée 6' (pen.) Larnoe 31' |       |                   | De Bie; Swartenbroeks, Verbeeck; Musch, Hanse , André Fierens; Van Hege, Coppée, Bragard, Larnoe, Bastin Bondscoach: William Maxwell |

### 1921
|                                                                |                                      |       |              | |
| 6 maart 1921                                                   | België                               | 3 - 1 | Frankrijk    | Opstelling België: |
| Vriendschappelijk Dudenpark, Vorst Scheidsrechter: Job Mutters | Bragard 52', 75' Van Hege 60' (pen.) |       | 63' Dewaquez | De Bie; Swartenbroeks, Verbeeck; Moucheron, André Fierens, Musch ; Van Hege, Thys, Bragard, Larnoe, Bastin Bondscoach: William Maxwell Debuut: Ivan Thys (Beerschot AC) |

|                                                                                |                        |       |                                            | |
| 5 mei 1921                                                                     | België                 | 2 - 3 | Italië                                     | Opstelling België: |
| Vriendschappelijk Olympisch Stadion, Antwerpen Scheidsrechter: Edmond Gérardin | Larnoe 38' Bragard 62' |       | 65' Migliavacca 80' Forlivesi 89' Ferraris | De Bie; Swartenbroeks , De Groof; Moucheron, Augustus, Vanhalme; Verhoeven, Dogaer, Bragard, Larnoe, Michel Bondscoach: William Maxwell Debuut: Léopold De Groof (Antwerp FC), Joseph Augustus (Antwerp FC), Florimond Vanhalme (Cercle Brugge), Pierre Verhoeven (Uccle Sport), François Dogaer (RC Mechelen) |

|                                                                                |             |       |             | |
| 15 mei 1921                                                                    | België      | 1 - 1 | Nederland   | Opstelling België: |
| Vriendschappelijk Olympisch Stadion, Antwerpen Scheidsrechter: Charles Barette | Bragard 41' |       | 60' Kessler | De Bie; Swartenbroeks, Verbeeck; Moucheron, André Fierens, Musch ; Van Hege, Coppée, Bragard, Larnoe, Michel Bondscoach: William Maxwell |

|                                                                                          |        |       |                         | |
| 21 mei 1921                                                                              | België | 0 - 2 | Engeland                | Opstelling België: |
| Vriendschappelijk Stadion Charles Malis, Sint-Jans-Molenbeek Scheidsrechter: Job Mutters |        |       | 33' Buchan 76' Chambers | De Bie; Swartenbroeks, Verbeeck; Musch , André Fierens, Vanden Houten; Van Hege, Coppée, Dogaer, Larnoe, Michel Bondscoach: William Maxwell Debuut: Guillaume Vanden Houten (RC Brussel) |

|                                                                  |                    |       |        | |
| 9 oktober 1921                                                   | Spanje             | 2 - 0 | België | Opstelling België: |
| Vriendschappelijk San Mamés, Bilbao Scheidsrechter: Jorge Vieira | Alcántara 55', 80' |       |        | De Bie; Verbeeck, De Groof; André Fierens, Hanse , Van De Velde; Wertz, Coppée, Bragard, Larnoe, Bastin Bondscoach: William Maxwell Debuut: Jacques Van De Velde (TSV Lyra) |

### 1922
|                                                                                    |                          |       |            | |
| 15 januari 1922                                                                    | Frankrijk                | 2 - 1 | België     | Opstelling België: |
| Vriendschappelijk Stade de Colombes, Colombes Scheidsrechter: William John Edwards | Darques 50' Dewaquez 67' |       | 35' Michel | De Bie; Swartenbroeks, Verbeeck; Caremans, Hanse , Van De Velde; Bessems, Musch, Dogaer, Michel, P. Braine Bondscoach: William Maxwell Debuut: Fernand Caremans (Antwerp FC), Pierre Braine (Beerschot AC) |

|                                                                                                |                                            |       |           | |
| 26 maart 1922                                                                                  | België                                     | 4 - 0 | Nederland | Opstelling België: |
| Vriendschappelijk Coupe Vanden Abeele Olympisch Stadion, Antwerpen Scheidsrechter: E.A. Newman | Larnoe 14', 86' Van De Velde 37' Copée 47' |       |           | De Bie; Swartenbroeks , Verbeeck; André Fierens, Vanhalme, Van De Velde; Nollet, Coppée, Larnoe, Thys, Bastin Bondscoach: William Maxwell Debuut: Célestin Nollet (Cercle Brugge) |

|                                                                                      |        |       |            | |
| 15 april 1922                                                                        | België | 0 - 0 | Denemarken | Opstelling België: |
| Vriendschappelijk Stade Vélodrome de Rocourt, Luik Scheidsrechter: Olivier De Ricard |        |       |            | De Bie; Swartenbroeks , Verbeeck; André Fierens, Vanhalme, Van De Velde; Nollet, Coppée, Larnoe, Thys, Michel Bondscoach: William Maxwell |

|                                                                                        |            |       |                            | |
| 7 mei 1922                                                                             | Nederland  | 1 - 2 | België                     | Opstelling België: |
| Vriendschappelijk Het Nederlandsch Sportpark, Amsterdam Scheidsrechter: Louis Fourgous | Bulder 88' |       | 8' (e.d.) Dénis 42' Michel | De Bie; Swartenbroeks , Verbeeck; André Fierens, Vanhalme, Van Hege; Bessems, Gillis, Larnoe, Michel, Bastin Bondscoach: William Maxwell Debuut: Maurice Gillis (Standard Luik) |

|                                                                                |                                                 |       |                       | |
| 21 mei 1922                                                                    | Italië                                          | 4 - 2 | België                | Opstelling België: |
| Vriendschappelijk Campo di Viale Lombardia, Milaan Scheidsrechter: Job Mutters | Baloncieri 42', 58' Moscardini 56' Burlando 71' |       | 46' Larnoe 88' Gillis | De Bie; Pirlot, Verbeeck; André Fierens, Vanhalme, Van Hege ; Elst, Gillis, Larnoe, Thys, Michel Bondscoach: William Maxwell Debuut: Jacques Pirlot (Standard Luik), Cornelius Elst (Beerschot AC) |

### 1923
|                                                                            |                   |       |        | |
| 4 februari 1923                                                            | België            | 1 - 0 | Spanje | Opstelling België: |
| Vriendschappelijk Olympisch Stadion, Antwerpen Scheidsrechter: Job Mutters | Coppée 60' (pen.) |       |        | De Bie; Swartenbroeks , Verbeeck; André Fierens, Vanhalme, Schelstraete; Bessems, Coppée, Larnoe, Gillis, Bastin Bondscoach: William Maxwell Debuut: Achille Schelstraete (Cercle Brugge) |

|                                                                |                                 |       |              | |
| 25 februari 1923                                               | België                          | 4 - 1 | Frankrijk    | Opstelling België: |
| Vriendschappelijk Dudenpark, Vorst Scheidsrechter: E.A. Newman | Gillis 28', 77' Larnoe 36', 61' |       | 57' Isbecque | De Bie; Swartenbroeks , Verbeeck; Verlinde, Vanhalme, Schelstraete; Bessems, Gillis, Larnoe, Musch, Bastin Bondscoach: William Maxwell Debuut: Georges Verlinde (Daring CB) |

|                                                                         |                                                            |       |              | |
| 19 maart 1923                                                           | Engeland                                                   | 6 - 1 | België       | Opstelling België: |
| Vriendschappelijk Arsenal Stadium, Londen Scheidsrechter: George Watson | Hegan 5', 40' Chambers 55' Mercer 59' Seed 60' Bullock 70' |       | 16' Vlamynck | De Bie; Swartenbroeks , Verbeeck; André Fierens, Vanhalme, Schelstraete; Bessems, Gillis, Vlamynck, Larnoe, Bastin Bondscoach: William Maxwell |

| |             |       |          | |
| 29 april 1923 | Nederland   | 1 - 1 | België   | Opstelling België: |
| Vriendschappelijk Rotterdamsch Nieuwsblad Beker Het Nederlandsch Sportpark, Amsterdam Scheidsrechter: Ernst Albihn | Heijnen 68' |       | 34' Thys | De Bie; Swartenbroeks , Verbeeck; Morlet, André Fierens, Van De Velde; Bessems, Gillis, Larnoe, Thys, Bastin Bondscoach: William Maxwell Debuut: Edouard Morlet (Daring CB) |

|                                                                                          |                                |       |                | |
| 5 mei 1923                                                                               | België                         | 3 - 0 | Engeland (am.) | Opstelling België: |
| Vriendschappelijk Stadion Charles Malis, Sint-Jans-Molenbeek Scheidsrechter: Job Mutters | Larnoe 26' Thys 66' Gillis 67' |       |                | De Bie; Swartenbroeks , Verbeeck; André Fierens, Vanhalme, Schelstraete; Bessems, Gillis, Larnoe, Thys, Bastin Bondscoach: William Maxwell |

|                                                                        |                                   |       |                       | |
| 1 november 1923                                                        | België                            | 2 - 2 | Engeland              | Opstelling België: |
| Vriendschappelijk Bosuilstadion, Antwerpen Scheidsrechter: Job Mutters | Larnoe 7' Schelstraete 75' (pen.) |       | 32' Brown 80' Roberts | De Bie; Swartenbroeks , Verbeeck; André Fierens, Vanhalme, Schelstraete; Goetinck, Gillis, Larnoe, Thys, Bastin Bondscoach: William Maxwell |

### 1924
|                                                                           |                      |       |        | |
| 13 januari 1924                                                           | Frankrijk            | 2 - 0 | België | Opstelling België: |
| Vriendschappelijk Stadion Buffalo, Montrouge Scheidsrechter: Thomas Small | Gross 43' Rénier 49' |       |        | De Bie; Swartenbroeks , Verbeeck; André Fierens, Vanhalme, Schelstraete; Elst, Gillis, Larnoe, Thys, Bastin Bondscoach: William Maxwell |

| |            |       |          | |
| 23 maart 1924 | Nederland  | 1 - 1 | België   | Opstelling België: |
| Vriendschappelijk Rotterdamsch Nieuwsblad Beker Het Nederlandsch Sportpark, Amsterdam Scheidsrechter: Per Andersen | Coppée 13' |       | 28' Pijl | De Bie; Swartenbroeks , Verbeeck; Hanse, André Fierens, Musch; Coppée, Gillis, Larnoe, Grimmonprez, Houet Bondscoach: William Maxwell Debuut: Laurent Grimmonprez (RC Gent), Victor Houet (Tilleur FC) |

| |          |       |            | |
| 27 april 1924                                                                                      | België   | 1 - 1 | Nederland  | Opstelling België: |
| Vriendschappelijk Coupe Vanden Abeele Olympisch Stadion, Antwerpen Scheidsrechter: Harry Kingscott | Thys 78' |       | 74' Visser | De Bie; Swartenbroeks , Verbeeck; Pelsmaeker, André Fierens, Hanse; Coppée, Grimmonprez, Larnoe, Thys, Bastin Bondscoach: William Maxwell |

|                                                                                  |            |       |                                                                    | |
| 29 mei 1924                                                                      | België     | 1 - 8 | Zweden                                                             | Opstelling België: |
| OS 1924 Stade Olympique de Colombes, Colombes Scheidsrechter: Heinrich Retschury | Larnoe 66' |       | 8', 27', 77' Kock 21', 61', 83' Rydell 30' Brommesson 46' Kaufeldt | De Bie; Swartenbroeks , Verbeeck; Pelsmaecker, André Fierens, Schelstraete; Van Hege, Coppée, Larnoe, Gillis, Bastin Bondscoach: William Maxwell |

|                                                                          |                 |       |           | |
| 5 oktober 1924                                                           | Denemarken      | 2 - 1 | België    | Opstelling België: |
| Vriendschappelijk Idrædtsparken, Kopenhagen Scheidsrechter: Otto Ohlsson | Nielsen 8', 34' |       | 59' Adams | Caudron; Verbeeck , Demol; Hanse, Vanhalme, P. Braine; Henderickx, Demunter, Adams, Gillis, Bastin Bondscoach: William Maxwell Debuut: Jean Caudron (SC Anderlecht), Frans Demol (Union Sint-Gillis), Albert Henderickx (Beerschot AC), Charles Demunter (SC Anderlecht), Ferdinand Adams (SC Anderlecht) |

|                                                                                            |                               |       |           | |
| 11 november 1924                                                                           | België                        | 3 - 0 | Frankrijk | Opstelling België: |
| Vriendschappelijk Stadion Charles Malis, Sint-Jans-Molenbeek Scheidsrechter: Ruben Gelbord | P. Braine 2' De Spae 47', 52' |       |           | De Bie; Swartenbroeks , Demol; Morlet, Augustus, P. Braine; Dries, Van Goethem, De Spae, Gillis, Bastin Bondscoach: William Maxwell Debuut: Léopold Dries (Berchem Sport), Gustaaf Van Goethem (Berchem Sport), Georges De Spae (AA Gent) |

|                                                                              |                                   |       |        | |
| 8 december 1924                                                              | Engeland                          | 4 - 0 | België | Opstelling België: |
| Vriendschappelijk The Hawthorns, Birmingham Scheidsrechter: James MacFarlane | Bradford 17', 61' Walker 60', 66' |       |        | De Bie; Swartenbroeks , Baes; Cnudde, Augustus, P. Braine; Dries, Gillis, Adams, Grimmonprez, Bastin Bondscoach: William Maxwell Debuut: Louis Baes (Cercle Brugge), Julien Cnudde (Union Sint-Gillis) |

### 1925
| |        |       |                               | |
| 15 maart 1925                                                                                      | België | 0 - 1 | Nederland                     | Opstelling België: |
| Vriendschappelijk Coupe Vanden Abeele Olympisch Stadion, Antwerpen Scheidsrechter: Harry Kingscott |        |       | 64' Van Baar van Slangenburgh | Caudron; Swartenbroeks , Demol; Claes, André Fierens, P. Braine; Dries, R. Braine, Taeymans, Thys, Bastin Bondscoach: William Maxwell Debuut: Jean Claes (Berchem Sport), Raymond Braine (Beerschot AC), Joseph Taeymans (Berchem Sport) |

|                                                                                           |                                                          |       |        | |
| 3 mei 1925                                                                                | Nederland                                                | 5 - 0 | België | Opstelling België: |
| Vriendschappelijk Het Nederlandsch Sportpark, Amsterdam Scheidsrechter: Heinrich Retshury | Buitenweg 1', 6', 81' Van Baar van Slangenburgh 55', 57' |       |        | De Bie; Swartenbroeks , Demol; Pelsmaeker, André Fierens, P. Braine; R. Braine, Grimmonprez, Larnoe, Thys, Bastin Bondscoach: William Maxwell |

|                                                                                     |            |       |                              | |
| 21 mei 1925                                                                         | Hongarije  | 1 - 3 | België                       | Opstelling België: |
| Vriendschappelijk Hungária körútu Stadion, Boedapest Scheidsrechter: Jacques Hirrlé | Rudolf 87' |       | 10' Houet 65' Adams 81' Thys | De Bie; Swartenbroeks , Demol; Augustus, André Fierens, P. Braine; R. Braine, Grimmonprez, Adams, Thys, Houet Bondscoach: William Maxwell |

|                                                                                               |             |       |        | |
| 24 mei 1925                                                                                   | Zwitserland | 0 - 0 | België | Opstelling België: |
| Vriendschappelijk Stade Olympique de la Pontaise, Lausanne Scheidsrechter: Heinrich Retschury |             |       |        | De Bie; Swartenbroeks , Demol; Morlet, André Fierens (46' Augustus), P. Braine; R. Braine, Grimmonprez, Adams, Thys, Houet Bondscoach: William Maxwell |

|                                                                               |                                  |       |                                            | |
| 13 december 1925                                                              | België                           | 3 - 4 | Oostenrijk                                 | Opstelling België: |
| Vriendschappelijk Stade du Pont d'Ougrée, Seraing Scheidsrechter: Job Mutters | Thys 1' Gillis 47' R. Braine 61' |       | 2' Wieser 6', 11' Morocutti 55' Hiërlander | Vandermeiren; Swartenbroeks , Demol; P. Braine, Vanhalme, Van Den Ouden; Gillis, R. Braine, Adams, Thys, Houet Bondscoach: William Maxwell Debuut: Frans Van Den Ouden (Berchem Sport) |

### 1926
|                                                                                          |        |       |                    | |
| 14 februari 1926                                                                         | België | 0 - 2 | Hongarije          | Opstelling België: |
| Vriendschappelijk Stadion Charles Malis, Sint-Jans-Molenbeek Scheidsrechter: Job Mutters |        |       | 51' Pipa 77' Rémay | Caudron; Swartenbroeks , Demol; P. Braine, Cootmans, Boesman; Gillis, R. Braine, Grimmonprez, Thys, Bastin Bondscoach: William Maxwell Debuut: Joseph Cootmans (Berchem Sport), Gustaaf Boesman (AA Gent) |

|                                                                                            |           |       |           | |
| 14 maart 1926                                                                              | België    | 1 - 1 | Nederland | Opstelling België: |
| Vriendschappelijk Coupe De Laveleye Bosuilstadion, Antwerpen Scheidsrechter: William Lucas | Adams 50' |       | 3' Tap    | Caudron; Van Coile, Demol; P. Braine, Vanhalme , Van Averbeke; Gillis, Adams, R. Braine, Thys, Diddens Bondscoach: William Maxwell Debuut: Albert Van Coile (Cercle Brugge), Rik Van Averbeke (Beerschot AC), Jan Diddens (RC Mechelen) |

|                                                                                                   |                                         |       |                                       | |
| 11 april 1926                                                                                     | Frankrijk                               | 4 - 3 | België                                | Opstelling België: |
| Vriendschappelijk Stade Général John Joseph Pershing, Vincennes Scheidsrechter: Albert Prince-Hox | Dewaquez 17' Crut 33', 59' Leveugle 40' |       | 60' Vanderbauwhede 82' Thys 89' Devos | De Bie; Ruyssevelt, Demol; P. Braine, Vanhalme , Van Averbeke; R. Braine, Vanderbauwhede, Devos, Thys, Diddens Bondscoach: William Maxwell Debuut: Auguste Ruyssevelt (Beerschot AC), Michel Vanderbauwhede (Cercle Brugge), Gérard Devos (Cercle Brugge) |

|                                                                                      |           |       |                                                     | |
| 2 mei 1926                                                                           | Nederland | 1 - 5 | België                                              | Opstelling België: |
| Vriendschappelijk Het Nederlandsch Sportpark, Amsterdam Scheidsrechter: Félix Herren | 38' Tap   |       | 41', 67' R. Braine 47' Diddens 48' Adams 61' Gillis | Caudron; Swartenbroeks , Demol; Ditzler, Vanhalme, P. Braine; Gillis, Adams, R. Braine, Thys, Diddens Bondscoach: William Maxwell Debuut: Georges Ditzler (Standard Luik) |

|                                                                                   |                             |       |                                              | |
| 24 mei 1926                                                                       | België                      | 3 - 5 | Engeland                                     | Opstelling België: |
| Vriendschappelijk Olympisch Stadion, Antwerpen Scheidsrechter: Heinrich Retschury | Thys 17' R. Braine 51', 58' |       | 15', 78', 86' Osborne 52' Johnson 88' Carter | Caudron; Swartenbroeks , Demol; Ditzler, Vanhalme, P. Braine; Gillis, Adams, R. Braine, Thys, Diddens Bondscoach: William Maxwell |

|                                                                                            |                      |       |                        | |
| 20 juni 1926                                                                               | België               | 2 - 2 | Frankrijk              | Opstelling België: |
| Vriendschappelijk Stadion Charles Malis, Sint-Jans-Molenbeek Scheidsrechter: William Lucas | Gillis 32' Adams 71' |       | 3' Accard 89' Dewaquez | Caudron; Swartenbroeks , Demol; Ditzler, Hanse, P. Braine; Gillis, Adams, R. Braine, Thys, Diddens Bondscoach: William Maxwell |

### 1927
|                                                                 |                       |       |                               | |
| 2 januari 1927                                                  | België                | 2 - 3 | Tsjecho-Slowakije             | Opstelling België: |
| Vriendschappelijk Sclessin, Luik Scheidsrechter: Willem Eijmers | Bierna 60' Gillis 84' |       | 22', 78' Svoboda 50' Podrazil | Caudron; Swartenbroeks , Timmermans; P. Braine, Vanhalme, Boesman; Bonhivers, Adams, Bierna, Gillis, Diddens Bondscoach: William Maxwell Debuut: Jules Timmermans (RCS Verviétois), Georges Bonhivers (Tilleur FC), Henri Bierna (US Liège) |

|                                                                                           |                      |       |           | |
| 13 maart 1927                                                                             | België               | 2 - 0 | Nederland | Opstelling België: |
| Vriendschappelijk Coupe De Laveleye Bosuilstadion, Antwerpen Scheidsrechter: Stanley Rous | Bierna 40' Adams 81' |       |           | Caudron; Swartenbroeks , Demol; P. Braine, Vanhalme, Boesman; Gillis, Bierna, R. Braine, Adams, Diddens Bondscoach: William Maxwell |

|                                                                   |                        |       |            | |
| 3 april 1927                                                      | België                 | 2 - 1 | Zweden     | Opstelling België: |
| Vriendschappelijk Dudenpark, Vorst Scheidsrechter: Willem Eijmers | R. Braine 6' Adams 50' |       | 46' Rydell | Caudron; Swartenbroeks , Demol; P. Braine, Vanhalme, Boesman; Keerstock, Bierna, R. Braine, Adams, Diddens Bondscoach: William Maxwell Debuut: Clément Keerstock (KRC Gent) |

|                                                                                      |                       |       |                           | |
| 1 mei 1927                                                                           | Nederland             | 3 - 2 | België                    | Opstelling België: |
| Vriendschappelijk Het Nederlandsch Sportpark, Amsterdam Scheidsrechter: Stanley Rous | Tap 7', 39' Massy 65' |       | 50' Diddens 55' R. Braine | Caudron; Swartenbroeks , Demol; P. Braine, Vanhalme, Boesman; Keerstock, Bierna, R. Braine, Adams, Diddens Bondscoach: William Maxwell |

|                                                                                          |              |       |                                                                     | |
| 11 mei 1927                                                                              | België       | 1 - 9 | Engeland                                                            | Opstelling België: |
| Vriendschappelijk Stadion Charles Malis, Sint-Jans-Molenbeek Scheidsrechter: Job Mutters | Vanhalme 80' |       | 11', 34' Brown 17' Hulme 29', 53' Rigby 36', 47', 70' Dean 63' Page | Caudron; Swartenbroeks , Demol; P. Braine, Vanhalme, Van Averbeke; Adams, R. Braine, De Spae, Bierna, Vanderbauwhede Bondscoach: William Maxwell |

|                                                                      |                                        |       |               | |
| 22 mei 1927                                                          | Oostenrijk                             | 4 - 1 | België        | Opstelling België: |
| Vriendschappelijk Hohe Warte, Wenen Scheidsrechter: Mihály Iváncsics | Jiszda 11' Schall 52', 78' Weseley 73' |       | 35' P. Braine | Caudron; Swartenbroeks , Demol; Van Averbeke, Vanhalme, Boesman; P. Braine, R. Braine, De Spae, Bierna, Diddens Bondscoach: William Maxwell |

|                                                                          |                                        |       |        | |
| 26 mei 1927                                                              | Tsjecho-Slowakije                      | 4 - 0 | België | Opstelling België: |
| Vriendschappelijk Letenský stadion, Praag Scheidsrechter: Jacques Herrlé | Puć 33', 66' Fleischmann 46' Silńy 60' |       |        | Caudron; Swartenbroeks (20' Rosper), Demol; P. Braine 78', Vanhalme, Van Averbeke; De Spae, Bierna, R. Braine, Gérard Devos, Diddens Bondscoach: William Maxwell Debuut: Léon Rosper (FC Luik) |

|                                                                              |                                                                         |       |        | |
| 4 september 1927                                                             | Zweden                                                                  | 7 - 0 | België | Opstelling België: |
| Vriendschappelijk Olympisch Stadion, Stockholm Scheidsrechter: Sophus Hansen | Kroon 27', 81' Kaufeldt 43', 80' Bromesson 50' Persson 71' Holmberg 82' |       |        | Caudron; Swartenbroeks , Timmermans; Van Averbeke, Vanhalme, Boesman; Keerstock, Adams, Devos, Bierna, Bastin Bondscoach: William Maxwell |

### 1928
| |                      |       |                          | |
| 8 januari 1928                                                                                              | België               | 1 - 2 | Oostenrijk               | Opstelling België: |
| Vriendschappelijk Stadion Charles Malis, Sint-Jans-Molenbeek Scheidsrechter: Engelbert George van Bisselick | F. Ledent 75' (pen.) |       | 8' Hiërlander 59' Wesely | Vandenbergh; Swartenbroeks , Timmermans; P. Braine, Coenegracht, Boesman; Heyse, Gillis, Adams, F. Ledent, R. Ledent Bondscoach: William Maxwell Debuut: Louis Vandenbergh (Daring CB), Joseph Coenegracht (RC Mechelen), Robert Heyse (KRC Gent), François Ledent (Standard Luik), René Ledent (Standard Luik) |

|                                                                  |                          |       |                                              | |
| 12 februari 1928                                                 | België                   | 2 - 4 | Ierland                                      | Opstelling België: |
| Vriendschappelijk Sclessin, Luik Scheidsrechter: Harry Kingscott | R. Braine 39' Ledent 41' |       | 55', 75' White 57' Lacey 79' (pen.) Sullivan | Vandenbergh; Swartenbroeks , Hoydonckx; Van Averbeke, Vanhalme, Boesman; Elst, P. Braine, R. Braine, F. Ledent, Diddens Bondscoach: William Maxwell Debuut: Nic Hoydonckx (Berchem Sport) |

|                                                                                      |           |       |               | |
| 11 maart 1928                                                                        | Nederland | 1 - 1 | België        | Opstelling België: |
| Vriendschappelijk Het Nederlandsch Sportpark, Amsterdam Scheidsrechter: Thomas Crewe | Tap 41'   |       | 63' R. Braine | Caudron; Swartenbroeks , Hoydonckx; P. Braine, Vanhalme, Boesman; Elst, Devos, R. Braine, Jacques Moeschal, Diddens Bondscoach: William Maxwell Debuut: Jacques Moeschal (RC Brussel) |

|                                                                        |              |       |           | |
| 1 april 1928                                                           | België       | 1 - 0 | Nederland | Opstelling België: |
| Vriendschappelijk Bosuilstadion, Antwerpen Scheidsrechter: Eugen Braun | Moeschal 74' |       |           | Caudron; Lavigne, Hoydonckx; P. Braine, Vanhalme , Van Averbeke; Elst, Devos, R. Braine, Moeschal, Bastin Bondscoach: William Maxwell Debuut: Jules Lavigne (RC Brussel) |

|                                                                                              |                 |       |                                | |
| 15 april 1928                                                                                | Frankrijk       | 2 - 3 | België                         | Opstelling België: |
| Vriendschappelijk Stade olympique Yves-du-Manoir, Colombes Scheidsrechter: Albert Prince-Cox | Bardot 44', 66' |       | 5' Voorhoof 26', 73' R. Braine | Caudron; Lavigne, Hoydonckx; P. Braine, Vanhalme , Boesman; Voorhoof, Devos, R. Braine, Moeschal, Diddens Bondscoach: William Maxwell Debuut: Bernard Voorhoof (Lierse SK) |

|                                                                                  |                     |       |                            | |
| 19 mei 1928                                                                      | België              | 1 - 3 | Engeland                   | Opstelling België: |
| Vriendschappelijk Olympisch Stadion, Antwerpen Scheidsrechter: Heinrich Retshury | Moeschal 25' (pen.) |       | 35', 64' Dean 66' Matthews | De Bie; Lavigne, Hoydonckx; P. Braine, Vanhalme , Boesman; Voorhoof, Devos, R. Braine, Moeschal, Diddens Bondscoach: William Maxwell |

|                                                                       |                                                |       |                                        | |
| 27 mei 1928                                                           | België                                         | 5 - 3 | Luxemburg                              | Opstelling België: |
| OS 1928 Olympisch Stadion, Amsterdam Scheidsrechter: Lorenzo Martínez | R. Braine 9', 72' Versyp 20' Moeschal 23', 67' |       | 32' Schütz 43' Weisgerber 45' Theissen | Caudron; Lavigne, Hoydonckx; P. Braine, Vanhalme , Boesman; Versyp, Devos, R. Braine, Moeschal, Diddens Bondscoach: Viktor Löwenfeld Debuut: Louis Versyp (FC Brugge) |

|                                                                            |                                         |       |                                                       | |
| 2 juni 1928                                                                | België                                  | 3 - 6 | Argentinië                                            | Opstelling België: |
| OS 1928 Olympisch Stadion, Amsterdam Scheidsrechter: Achilles Gama Malcher | R. Braine 24' Vanhalme 28' Moeschal 53' |       | 4', 10', 88' Tarasconi 6' Ferreyra 75' Monti 80' Orsi | De Bie; Ruyssevelt, Hoydonckx; P. Braine, Vanhalme , Boesman; Devos, De Spae, R. Braine, Moeschal, Diddens Bondscoach: Viktor Löwenfeld |

|                                                                          |                              |       |               | |
| 5 juni 1928                                                              | Nederland                    | 3 - 1 | België        | Opstelling België: |
| OS 1928 Stadion Spangen, Rotterdam Scheidsrechter: Achilles Gama Melcher | Ghering 4' Smeets 7' Tap 63' |       | 85' P. Braine | De Bie; Lavigne, Hoydonckx; Van Averbeke, August Hellemans, Boesman; P. Braine , Bierna, R. Braine, Moeschal, Verhulst Bondscoach: Viktor Löwenfeld Debuut: August Hellemans (FC Mechelen), Sebastiaan Verhulst (Beerschot AC) |

|                                                                                      |                    |       |               | |
| 4 november 1928                                                                      | Nederland          | 1 - 1 | België        | Opstelling België: |
| Vriendschappelijk Olympisch Stadion, Amsterdam Scheidsrechter: Achilles Gama Malcher | Van Kol 35' (pen.) |       | 12' R. Braine | Somers; Nouwens, Hoydonckx; P. Braine , Boesman, Van Averbeke; Michiels, Voorhoof, R. Braine, Moeschal, Diddens Bondscoach: Viktor Löwenfeld Debuut: Louis Somers (Antwerp FC), Theodoor Nouwens (RC Mechelen), Victor Michiels (RC Mechelen) |

### 1929
|                                                                       |                               |       |        | |
| 20 april 1929                                                         | Ierland                       | 4 - 0 | België | Opstelling België: |
| Vriendschappelijk Dalymount Park, Dublin Scheidsrechter: Stanley Rous | Flood 32', 72', 80' Byrne 89' |       |        | Somers; Nouwens, Hoydonckx; Van Averbeke, Vanhalme , Boesman; P. Braine, Vanderbauwhede, R. Braine, Moeschal, Diddens Bondscoach: Viktor Löwenfeld |

|                                                                            |                                              |       |              | |
| 5 mei 1929                                                                 | België                                       | 3 - 1 | Nederland    | Opstelling België: |
| Vriendschappelijk Olympisch Stadion, Antwerpen Scheidsrechter: George Rudd | R. Braine 40', 73' (pen.) Vanderbauwhede 49' |       | 54' Bakhuijs | De Bie; Nouwens, Hoydonckx; Van Averbeke, Vanhalme , Boesman; P. Braine, Vanderbauwhede, R. Braine, Moeschal, Diddens Bondscoach: Viktor Löwenfeld |

|                                                                          |              |       |                                              | |
| 11 mei 1929                                                              | België       | 1 - 5 | Engeland                                     | Opstelling België: |
| Vriendschappelijk Dudenpark, Vorst Scheidsrechter: Achilles Gama Malcher | Moeschal 88' |       | 32', 34', 37' (pen.), 60' Camsell 64' Carter | De Bie; Nouwens, Hoydonckx; Van Averbeke, Vanhalme , Boesman; P. Braine, Vanderbauwhede, R. Braine, Jacques Moeschal, Diddens Bondscoach: Viktor Löwenfeld |

|                                                                                |                                                 |       |              | |
| 26 mei 1929                                                                    | België                                          | 4 - 1 | Frankrijk    | Opstelling België: |
| Vriendschappelijk Stade Vélodrome de Rocourt, Luik Scheidsrechter: René Mercet | Vanderbauwhede 6' R. Braine 10' Bastin 49', 74' |       | 81' Dewaquez | Somers; Lavigne, Hoydonckx; Van Averbeke, Vanhalme , Boesman; P. Braine, Vanderbauwhede, R. Braine, Moeschal, Bastin Bondscoach: Viktor Löwenfeld |

### 1930
|                                                                                       |           |       |                                                   | |
| 13 april 1930                                                                         | Frankrijk | 1 - 6 | België                                            | Opstelling België: |
| Vriendschappelijk Stade olympique Yves-du-Manoir, Colombes Scheidsrechter: Paul Ruoff | Dubus 44' |       | 12', 36' Versyp 14' Adams 16', 32' Vanderbauwhede | Badjou; Nouwens, Hoydonckx; P. Braine, Vanhalme , De Clercq; Versyp, Voorhoof, Vanderbauwhede, Adams, Bastin Bondscoach: Viktor Löwenfeld Debuut: Arnold Badjou (Daring CB), Jean De Clercq (Antwerp FC) |

|                                                                                   |                            |       |                      | |
| 4 mei 1930                                                                        | Nederland                  | 2 - 2 | België               | Opstelling België: |
| Vriendschappelijk Olympisch Stadion, Amsterdam Scheidsrechter: Heinrich Retschury | Van Kol 14' (pen.) Tap 64' |       | 17' Bastin 85' Adams | Badjou; Nouwens, Hoydonckx; P. Braine , August Hellemans, De Clercq; Versyp, Voorhoof, Vanderbauwhede, Adams, Bastin Bondscoach: Viktor Löwenfeld |

|                                                                                           |            |       |                          | |
| 11 mei 1930                                                                               | België     | 1 - 3 | Ierland                  | Opstelling België: |
| Vriendschappelijk Stadion Charles Malis, Sint-Jans-Molenbeek Scheidsrechter: Ramón Melcón | Bastin 20' |       | 32', 57' Dunne 77' Flood | Badjou; Nouwens, Hoydonckx; P. Braine , August Hellemans, De Clercq; Versyp, Adams, Vanderbauwhede, Moeschal, Bastin Bondscoach: Viktor Löwenfeld |

|                                                                           |                                          |       |                   | |
| 18 mei 1930                                                               | België                                   | 3 - 1 | Nederland         | Opstelling België: |
| Vriendschappelijk Olympisch Stadion, Antwerpen Scheidsrechter: Paul Ruoff | Voorhoof 56' Bastin 60' Dénis 90' (e.d.) |       | 45' Van den Broek | De Bie; Nouwens, Hoydonckx; P. Braine, Vanhalme , De Clercq; Versyp, Voorhoof, Vanderbauwhede, Adams, Bastin Bondscoach: Viktor Löwenfeld |

|                                                                                 |              |       |                | |
| 25 mei 1930                                                                     | België       | 1 - 2 | Frankrijk      | Opstelling België: |
| Vriendschappelijk Stade du Pont d'Ougrée, Seraing Scheidsrechter: Gustaf Ekberg | Voorhoof 21' |       | 26', 72' Pinel | De Bie; Nouwens, Hoydonckx; P. Braine, Vanhalme , Moeschal; Versyp, Voorhoof, Vanderbauwhede, Adams, Bastin Bondscoach: Viktor Löwenfeld |

|                                                                        |                               |       |             | |
| 8 juni 1930                                                            | België                        | 2 - 1 | Portugal    | Opstelling België: |
| Vriendschappelijk Bosuilstadion, Antwerpen Scheidsrechter: Job Mutters | Vanderbauwhede 75' Bastin 83' |       | 43' Martins | De Bie; Nouwens, Hoydonckx; P. Braine , August Hellemans, De Clercq; Versyp, Voorhoof, Vanderbauwhede, Moeschal, Bastin Bondscoach: Viktor Löwenfeld |

|                                                                                  |        |       |                               | |
| 13 juli 1930                                                                     | België | 0 - 3 | Verenigde Staten              | Opstelling België: |
| WK 1930 Estadio Gran Parque Central, Montevideo Scheidsrechter: Bartolomé Macías |        |       | 40', 43' McGhee 89' Patenaude | Badjou; Nouwens, Hoydonckx; P. Braine , August Hellemans, De Clercq; Versyp, Voorhoof, Adams, Jacques Moeschal, Diddens Bondscoach: Hector Goetinck |

|                                                                          |        |       |             | |
| 20 juli 1930                                                             | België | 0 - 1 | Paraguay    | Opstelling België: |
| WK 1930 Estadio Centenario, Montevideo Scheidsrechter: Ricardo Villarino |        |       | 40' Cáceres | Badjou; Hoydonckx, H. De Deken; P. Braine , August Hellemans, Moeschal; Versyp, Delbeke, Adams, Nouwens, Diddens Bondscoach: Hector Goetinck Debuut: Henri De Deken (Antwerp FC), Gérard Delbeke (FC Brugge) |

|                                                                             |                         |       |                                | |
| 21 september 1930                                                           | België                  | 2 - 3 | Tsjecho-Slowakije              | Opstelling België: |
| Vriendschappelijk Bosuilstadion, Antwerpen Scheidsrechter: José Llovera Mas | Versyp 44' Voorhoof 51' |       | 25' Šoltys 31' Hejma 40' Junek | Somers; Nouwens, Hoydonckx ; Van Poucke, August Hellemans, Moeschal; Versyp, Voorhoof, Vanderbauwhede, Secretin, Bastin Bondscoach: Hector Goetinck Debuut: Henri Van Poucke (Cercle Brugge), Jacques Secretin (RFC Montegnée) |

|                                                                                |                         |       |               | |
| 28 september 1930                                                              | België                  | 2 - 2 | Zweden        | Opstelling België: |
| Vriendschappelijk Stade Vélodrome de Rocourt, Luik Scheidsrechter: Adolf Miesz | Secretin 30' Braine 75' |       | 41', 88' Dahl | Badjou; Nouwens, Hoydonckx; Van Poucke, August Hellemans, Moeschal; P. Braine , Voorhoof, Vanderbauwhede, Secretin, Bastin Bondscoach: Hector Goetinck |

|                                                                          |               |       |                           | |
| 7 december 1930                                                          | Frankrijk     | 2 - 2 | België                    | Opstelling België: |
| Vriendschappelijk Stadion Buffalo, Montrouge Scheidsrechter: René Mercet | Pinel 3', 67' |       | 7' Van Beeck 64' Voorhoof | Badjou; Nouwens, Hoydonckx; P. Braine , August Hellemans, Mertens; Versyp, Voorhoof, Vanderbauwhede, Van Beeck, Bastin Bondscoach: Hector Goetinck Debuut: Alfons Mertens (Antwerp FC), Joseph Van Beeck (Antwerp FC) |

### 1931
|                                                                               |                                  |       |                         | |
| 29 maart 1931                                                                 | Nederland                        | 3 - 2 | België                  | Opstelling België: |
| Vriendschappelijk Olympisch Stadion, Amsterdam Scheidsrechter: Albino Carraro | Lagendaal 36', 65' Formenoij 42' |       | 50' Versyp 75' Voorhoof | Badjou; Nouwens, Hoydonckx ; Verboven, August Hellemans, Moeschal; Versyp, Voorhoof, Capelle, Secretin, R. Ledent Bondscoach: Hector Goetinck Debuut: Louis Verboven (Berchem Sport), Jean Capelle (Standard Luik) |

|                                                                          |                                                |       |                             | |
| 3 mei 1931                                                               | België                                         | 4 - 2 | Nederland                   | Opstelling België: |
| Vriendschappelijk Bosuilstadion, Antwerpen Scheidsrechter: Sophus Hansen | Voorhoof 51', 59' Van den Eynde 62' Versyp 71' |       | 19' (pen.) Van Kol 84' Adam | Badjou; Nouwens, Hoydonckx ; Simons , August Hellemans,Moeschal; Versyp, Voorhoof, Capelle, Van Beeck, S. Vanden Eynde Bondscoach: Hector Goetinck Debuut: Charles Simons (Antwerp FC), Stanley Van den Eynde (Beerschot AC) |

|                                                                                           |             |       |                                                  | |
| 16 mei 1931                                                                               | België      | 1 - 4 | Engeland                                         | Opstelling België: |
| Vriendschappelijk Stadion Charles Malis, Sint-Jans-Molenbeek Scheidsrechter: Peco Bauwens | Capelle 38' |       | 43' (pen.) Houghton 66', 76' Burgess 80' Roberts | Badjou; Nouwens, Joacim; Simons, August Hellemans, Moeschal ; Versyp, Voorhoof, Capelle, Van Beeck, S. Vanden Eynde Bondscoach: Hector Goetinck Debuut: Constant Joacim (Berchem Sport) |

|                                                                            |                                 |       |                             | |
| 31 mei 1931                                                                | Portugal                        | 3 - 2 | België                      | Opstelling België: |
| Vriendschappelijk Estádio do Lumiar, Lissabon Scheidsrechter: Ramón Melcón | Martins 15' Silva 84' Pinga 88' |       | 25' Van Beeck 31' Hellemans | Badjou; Nouwens, Joacim; Simons, August Hellemans, Moeschal ; Versyp, Voorhoof, Augustinus Hellemans, Van Beeck, S. Vanden Eynde Bondscoach: Hector Goetinck Debuut: Augustinus Hellemans (Belgica FC Edegem) |

|                                                                     |                                      |       |                | |
| 11 oktober 1931                                                     | België                               | 2 - 1 | Polen          | Opstelling België: |
| Vriendschappelijk Jubelstadion, Brussel Scheidsrechter: Job Mutters | Augustinus Hellemans 9' Voorhoof 50' |       | 78' Wypijewski | Braet; Nouwens, Hoydonckx ; Simons, August Hellemans, De Clercq; Versyp, Voorhoof, Augustinus Hellemans, Van Beeck, Van Campenhout Bondscoach: Hector Goetinck Debuut: Robert Braet (Cercle Brugge), Félix Van Campenhout (FC Mechelen) |

|                                                                      |                  |       |               | |
| 6 december 1931                                                      | België           | 2 - 1 | Zwitserland   | Opstelling België: |
| Vriendschappelijk Jubelstadion, Brussel Scheidsrechter: Stanley Rous | Capelle 41', 47' |       | 76' Ehrismann | Vandenbergh; Nouwens (46' Heremans), Hoydonckx ; Simons, August Hellemans, De Clercq; Versyp, Voorhoof, Capelle, Van Beeck, Van Campenhout Bondscoach: Hector Goetinck Debuut: Albert Heremans (Daring CB) |

### 1932
|                                                                            |           |       |                              | |
| 20 maart 1932                                                              | België    | 1 - 4 | Nederland                    | Opstelling België: |
| Vriendschappelijk Bosuilstadion, Antwerpen Scheidsrechter: William Musther | Bastin 9' |       | 11', 31', 46', 61' Lagendaal | Vandenbergh; Nouwens, Heremans; Simons, August Hellemans , De Clercq; Versyp, Voorhoof, Capelle, Van Beeck, Bastin Bondscoach: Hector Goetinck |

|                                                                           |               |       |             | |
| 17 april 1932                                                             | Nederland     | 2 - 1 | België      | Opstelling België: |
| Vriendschappelijk Olympisch Stadion, Amsterdam Scheidsrechter: Paul Ruoff | Adam 10', 78' |       | 66' Capelle | Vandenbergh; Lavigne, H. De Deken; Simons, August Hellemans , Claessens; Versyp, Voorhoof, Capelle, Grimmonprez, Bastin Bondscoach: Hector Goetinck Debuut: Jean Claessens (Union Sint-Gillis) |

|                                                                            |                                                               |       |                            | |
| 1 mei 1932                                                                 | België                                                        | 5 - 2 | Frankrijk                  | Opstelling België: |
| Vriendschappelijk Jubelstadion, Brussel Scheidsrechter: Heinrich Retschury | Brichaut 23' Van den Eynde 25', 61' Capelle 38' Van Beeck 46' |       | 48' Pavillard 82' Sécember | Vandenbergh; Lavigne , H. De Deken; Simons, Stijnen, Claessens; Versyp, Brichaut, Capelle, Van Beeck, S. Vanden Eynde Bondscoach: Hector Goetinck Debuut: Emile Stijnen (Berchem Sport), Jean Brichaut (Standard Luik) |

|                                                                         |                                             |       |                                     | |
| 5 juni 1932                                                             | Denemarken                                  | 3 - 4 | België                              | Opstelling België: |
| Vriendschappelijk Idrædtsparken, Kopenhagen Scheidsrechter: Bjarne Bech | Hansen 23' Christophersen 49' Jørgensen 54' |       | 58', 62', 70' Capelle 67' Van Beeck | Vandenbergh; Lavigne , Heremans; Simons, Stijnen, Van Brandt; Versyp, Brichaut, Capelle, Van Beeck, S. Vanden Eynde Bondscoach: Hector Goetinck Debuut: Edouard Van Brandt (Berchem Sport) |

|                                                                                 |                               |       |                     | |
| 12 juni 1932                                                                    | Zweden                        | 3 - 1 | België              | Opstelling België: |
| Vriendschappelijk Olympisch Stadion, Stockholm Scheidsrechter: Karl Weingärtner | Sundberg 15', 78' Hansson 50' |       | 22' S. Vanden Eynde | Vandenbergh (22' Woestad); Lavigne , Heremans; Simons, Stijnen, Van Brandt; Versyp, Brichaut, Capelle, Van Beeck, S. Vanden Eynde Bondscoach: Hector Goetinck Debuut: Henri Woestad (Berchem Sport) |

|                                                                     |                   |       |                                                   | |
| 11 december 1932                                                    | België            | 1 - 6 | Oostenrijk                                        | Opstelling België: |
| Vriendschappelijk Jubelstadion, Brussel Scheidsrechter: George Rudd | Van Landeghem 84' |       | 19', 28', 42', 67' Schall 68' Zischek 86' Weselik | Braet; Pappaert, Hoydonckx ; Van Ingelgem, August Hellemans, Claessens; Versyp (22' Van Beeck), Brichaut, Van Landeghem, F. Vanden Eynde, S. Vanden Eynde Bondscoach: Hector Goetinck Debuut: Jules Pappaert (Union Sint-Gillis), Joseph Van Ingelgem (Daring CB), Vital Van Landeghem (Union Sint-Gillis), François Vanden Eynde (Union Sint-Gillis) |

### 1933
|                                                                          |                   |       |                                | |
| 12 februari 1933                                                         | België            | 2 - 3 | Italië                         | Opstelling België: |
| Vriendschappelijk Jubelstadion, Brussel Scheidsrechter: Walter Lewington | Voorhoof 31', 46' |       | 26', 88' Meazza 71' Costantino | Braet; H. De Deken, Hoydonckx ; Van Ingelgem, August Hellemans, Claessens; Versyp, Brichaut, Capelle, Voorhoof, S. Vanden Eynde Bondscoach: Hector Goetinck |

|                                                                 |                                     |       |                                     | |
| 12 maart 1933                                                   | Zwitserland                         | 3 - 3 | België                              | Opstelling België: |
| Vriendschappelijk Hardturm, Zürich Scheidsrechter: Stanley Rous | M. Abegglen 7' A. Abegglen 51', 57' |       | 6' Desmedt 52', 90' (pen.) Voorhoof | Vandenbergh; H. De Deken, Hoydonckx ; Van Ingelgem, August Hellemans, Claessens; Versyp, Voorhoof, Desmedt, Van Beeck, S. Vanden Eynde Bondscoach: Hector Goetinck Debuut: Joseph Desmedt (Uccle Sport) |

|                                                                                         |                                   |       |        | |
| 26 maart 1933                                                                           | Frankrijk                         | 3 - 0 | België | Opstelling België: |
| Vriendschappelijk Stade olympique Yves-du-Manoir, Colombes Scheidsrechter: Stanley Rous | Rio 34' Langiller 74' Nicolas 81' |       |        | Vandenbergh (82' Braet); H. De Deken, Hoydonckx ; Van Ingelgem, August Hellemans, Claessens; Versyp, Voorhoof, Desmedt, F. Vanden Eynde, S. Vanden Eynde Bondscoach: Hector Goetinck |

|                                                                         |           |       |                                 | |
| 9 april 1933                                                            | België    | 1 - 3 | Nederland                       | Opstelling België: |
| Vriendschappelijk Bosuilstadion, Antwerpen Scheidsrechter: Thomas Crewe | Saeys 62' |       | 15', 44' Bonsema 51' Van Nellen | Vandenbergh; Nouwens, H. De Deken; Verboven, August Hellemans , De Clercq; Versyp, Voorhoof, Desmedt, Saeys, S. Vanden Eynde Bondscoach: Hector Goetinck Debuut: André Saeys (Cercle Brugge) |

|                                                                             |           |       |                          | |
| 7 mei 1933                                                                  | Nederland | 1 - 2 | België                   | Opstelling België: |
| Vriendschappelijk Olympisch Stadion, Amsterdam Scheidsrechter: Otto Ohlsson | Adam 65'  |       | 10' Desmedt 80' Voorhoof | Braet; H. De Deken, Hoydonckx ; Van Ingelgem, August Hellemans, Claessens; Versyp, Voorhoof, Desmedt, Saeys, S. Vanden Eynde Bondscoach: Hector Goetinck |

|                                                                                      |       |       |              | |
| 4 juni 1933                                                                          | Polen | 0 - 1 | België       | Opstelling België: |
| Vriendschappelijk Wojska Polskiegostadion, Warschau Scheidsrechter: František Cejnar |       |       | 39' Brichaut | Braet; H. De Deken, Hoydonckx ; Van Ingelgem, August Hellemans, Claessens; Torfs, Voorhoof, Brichaut, Saeys, S. Vanden Eynde Bondscoach: Hector Goetinck Debuut: Léon Torfs (Daring CB) |

|                                                                     |                                       |       |              | |
| 11 juni 1933                                                        | Oostenrijk                            | 4 - 1 | België       | Opstelling België: |
| Vriendschappelijk Praterstadion, Wenen Scheidsrechter: Thomas Crewe | Erdl 28' Binder 39', 52' Sindelar 41' |       | 26' Voorhoof | Braet; H. De Deken, Hoydonckx ; Van Ingelgem, August Hellemans, Claessens; Versyp, Voorhoof, Brichaut, Saeys, S. Vanden Eynde Bondscoach: Hector Goetinck |

|                                                                       |                                                                                  |       |            | |
| 22 oktober 1933                                                       | Duitsland                                                                        | 8 - 1 | België     | Opstelling België: |
| Vriendschappelijk Wedaustadion, Duisburg Scheidsrechter: Otto Ohlsson | Rasselnberg 20' Hohmann 29', 49', 72' Wigold 47', 56' Albrecht 54' Kobierski 87' |       | 89' Lamoot | Braet; H. De Deken, Smellinckx; Van Ingelgem, August Hellemans , De Clercq; Torfs, Voorhoof, Lamoot, Saeys, Weydisch Bondscoach: Hector Goetinck Debuut: Philibert Smellinckx (Union Sint-Gillis), Robert Lamoot (Daring CB), Pierre Weydisch (Union Sint-Gillis) |

|                                                                          |                                |       |                 | |
| 26 november 1933                                                         | België                         | 2 - 2 | Denemarken      | Opstelling België: |
| Vriendschappelijk Jubelstadion, Brussel Scheidsrechter: Joop van Moorsel | Versyp 44' S. Vanden Eynde 49' |       | 8', 34' Uldaler | Vandewyer; Heremans, Hoydonckx ; Van Ingelgem, August Hellemans, Claessens; Versyp, Brichaut, Capelle, Saeys, S. Vanden Eynde Bondscoach: Hector Goetinck Debuut: André Vandewyer (Union Sint-Gillis) |

### 1934
|                                                                          |                                 |       |                              | |
| 21 januari 1934                                                          | België                          | 2 - 3 | Frankrijk                    | Opstelling België: |
| Vriendschappelijk Jubelstadion, Brussel Scheidsrechter: Walter Lewington | Voorhoof 8' S. Vanden Eynde 11' |       | 3', 54' Nicolas 37' Veinante | Badjou; Smellinckx, Heremans; Peeraer, August Hellemans , Claessens; Saeys, Brichaut, Capelle, Voorhoof, S. Vanden Eynde Bondscoach: Hector Goetinck Debuut: Frans Peeraer (Antwerp FC) |

|                                                                    |                          |       |                                                          | |
| 25 februari 1934                                                   | Ierland                  | 4 - 4 | België                                                   | Opstelling België: |
| WK-kwalificatie Dalymountpark, Dublin Scheidsrechter: Thomas Crewe | Moore 27', 48', 56', 75' |       | 15' Capelle 30' S. Vanden Eynde 47', 60' F. Vanden Eynde | Vandewyer; Pappaert , Smellinckx, Welkenhuysen; Van Ingelgem, Bourgeois; Versyp, Brichaut, Capelle, Saeys, S. Vanden Eynde (34' F. Vanden Eynde) Bondscoach: Hector Goetinck Debuut: Félix Welkenhuysen (Union Sint-Gillis), Désiré Bourgeois (FC Mechelen) |

|                                                                             |                                                               |       |                                     | |
| 11 maart 1934                                                               | Nederland                                                     | 9 - 3 | België                              | Opstelling België: |
| Vriendschappelijk Olympisch Stadion, Amsterdam Scheidsrechter: Peco Bauwens | Bakhuijs 14', 68' Smit 18', 35' Vente 30', 64', 67', 70', 83' |       | 1' Voorhoof 56' Brichaut 74' Versyp | Vandewyer; Pappaert , Smellinckx; Welkenhuysen, Van Ingelgem, Bourgeois; Versyp, Brichaut, Voorhoof, F. Vanden Eynde, Saeys Bondscoach: Hector Goetinck |

|                                                                       |                              |       |                                      | |
| 29 april 1934                                                         | België                       | 2 - 4 | Nederland                            | Opstelling België: |
| WK-kwalificatie Bosuilstadion, Antwerpen Scheidsrechter: Stanley Rous | Grimmonprez 51' Voorhoof 71' |       | 60' Smit 62', 84' Bakhuijs 64' Vente | Vandewyer; Pappaert (25' Van Dessel), Smellinckx; Peeraer, Welkenhuysen, Claessens; Versyp, Voorhoof, Capelle, Grimmonprez, R. Ledent Bondscoach: Hector Goetinck Debuut: Frans Van Dessel (TSV Lyra) |

|                                                                                   |                   |       |                                                | |
| 27 mei 1934                                                                       | België            | 2 - 5 | Duitsland                                      | Opstelling België: |
| WK 1934 Stadio Comunale Giovanni Berta, Florence Scheidsrechter: Francesco Mattea | Voorhoof 31', 44' |       | 27' Kobierski 47' Siffling 65', 70', 89' Conen | Vandewyer; Smellinckx, Joacim; Peeraer, Welkenhuysen , Claessens; De Vries, Voorhoof, Capelle, Grimmonprez, Heremans Bondscoach: Hector Goetinck Debuut: François De Vries (Antwerp FC) |

### 1935
|                                                                            |                                      |       |                            | |
| 31 maart 1935                                                              | Nederland                            | 4 - 2 | België                     | Opstelling België: |
| Vriendschappelijk Olympisch Stadion, Amsterdam Scheidsrechter: Albert Fogg | Lagendaal 37' Bakhuijs 75', 80', 85' |       | 16' Van Beeck 27' Voorhoof | Badjou; Paverick, Smellinckx ; Dalem, Stijnen, Claessens; De Vries, Voorhoof, Mondelé, Isemborghs, Van Beeck Bondscoach: Gyula Turnhauer Debuut: Bob Paverick (Antwerp FC), Pierre Dalem (Standard Luik), Marius Mondelé (Daring CB), Hendrik Isemborghs (Beerschot AC) |

|                                                                         |               |       |              | |
| 14 april 1935                                                           | België        | 1 - 1 | Frankrijk    | Opstelling België: |
| Vriendschappelijk Jubelstadion, Brussel Scheidsrechter: Rudolph Wittwer | Van Beeck 63' |       | 20' Courtois | Badjou; Paverick, Smellinckx ; Dalem, Stijnen, Claessens; De Vries, Voorhoof, R. Braine, Isemborghs, Van Beeck Bondscoach: Gyula Turnhauer |

|                                                                          |               |       |                                               | |
| 28 april 1935                                                            | België        | 1 - 6 | Duitsland                                     | Opstelling België: |
| Vriendschappelijk Jubelstadion, Brussel Scheidsrechter: Joop van Moorsel | Isemborghs 1' |       | 2', 75' Fath 32', 67' Lenz 72', 85' Damminger | Badjou (43' Christiaens); Paverick, Smellinckx ; Dalem, Stijnen, Claessens; Van Caelenberghe, Voorhoof, Capelle (35' (Mondelé), Isemborghs, Van Beeck Bondscoach: Gyula Turnhauer Debuut: Frans Christiaens (Lierse SK), Jacques Van Caelenberghe (Union Sint-Gillis) |

|                                                                     |        |       |                      | |
| 12 mei 1935                                                         | België | 0 - 2 | Nederland            | Opstelling België: |
| Vriendschappelijk Jubelstadion, Brussel Scheidsrechter: Albert Fogg |        |       | 6' Smit 57' Bakhuijs | Christiaens; Paverick, Smellinckx ; Dalem, Stijnen, Claessens; De Vries, Voorhoof, R. Braine, Van Caelenberghe, Viellevoye Bondscoach: Jack Butler Debuut: Hadelin Viellevoye (RFC Bressoux) |

|                                                                     |                                  |       |                                 | |
| 30 mei 1935                                                         | België                           | 2 - 2 | Zwitserland                     | Opstelling België: |
| Vriendschappelijk Jubelstadion, Brussel Scheidsrechter: Job Mutters | Minelli 54' (e.d.) Van Beeck 58' |       | 23' (e.d.) Stijnen 35' Kielholz | Christiaens; Paverick, Smellinckx ; Dalem, Stijnen, Claessens (20' De Winter); De Vries, Voorhoof, Mondelé, Ulens, Van Beeck Bondscoach: Jack Butler Debuut: Alfons De Winter (Beerschot AC), Willy Ulens (Antwerp FC) |

|                                                                          |                                                           |       |             | |
| 17 november 1935                                                         | België                                                    | 5 - 1 | Zweden      | Opstelling België: |
| Vriendschappelijk Jubelstadion, Brussel Scheidsrechter: Karl Weingärtner | Van Caelenberghe 15' Capelle 18', 74' Isemborghs 57', 80' |       | 12' Nilsson | Christiaens; Paverick, Smellinckx ; Dalem, Stijnen, Claessens; Van Caelenberghe, Voorhoof, Capelle, Isemborghs, Jamers Bondscoach: Jack Butler Debuut: Jean Jamers (RFC Montegnée) |

### 1936
|                                                                          |        |       |                 | |
| 16 februari 1936                                                         | België | 0 - 2 | Polen           | Opstelling België: |
| Vriendschappelijk Jubelstadion, Brussel Scheidsrechter: Walter Lewington |        |       | 3' Piec 76' Gad | Braet; Paverick, Smellinckx ; Dalem, Stijnen, Claessens; Van Caelenberghe, Brichaut, Capelle, Voorhoof, Jamers Bondscoach: Jack Butler |

|                                                                                         |                           |       |        | |
| 8 maart 1936                                                                            | Frankrijk                 | 3 - 0 | België | Opstelling België: |
| Vriendschappelijk Stade olympique Yves-du-Manoir, Colombes Scheidsrechter: Peco Bauwens | Courtois 37', 54' Rio 48' |       |        | Braet; Paverick, Smellinckx ; Dalem, Stijnen, Claessens; Versyp, Voorhoof, Mondelé, Lodts, F. De Deken Bondscoach: Jack Butler Debuut: John Lodts (Antwerp FC), François De Deken (Antwerp FC) |

|                                                                               |                                                                      |       |        | |
| 29 maart 1936                                                                 | Nederland                                                            | 8 - 0 | België | Opstelling België: |
| Vriendschappelijk Olympisch Stadion, Amsterdam Scheidsrechter: William Harpel | Drok 1' Smit 25' Bakhuijs 27', 38', 85' Van Nellen 74', 88' Wels 80' |       |        | Christiaens (80' Badjou); Paverick, Smellinckx ; Dalem, Meuldermans, Henry; De Vries, Voorhoof, A. De Deken, Capelle, Isemborghs Bondscoach: Jack Butler Debuut: Pierre Meuldermans (Beerschot AC), Paul Henry (Daring CB), Albert De Deken (Antwerp FC) |

|                                                                         |               |       |              | |
| 3 mei 1936                                                              | België        | 1 - 1 | Nederland    | Opstelling België: |
| Vriendschappelijk Stade du Jubilé, Brussel Scheidsrechter: James Jewell | R. Braine 89' |       | 25' Bakhuijs | Badjou; Paverick, Smellinckx ; Dalem, Stijnen, De Winter; Fievez, Lamoot, Capelle, R. Braine, Isemborghs Bondscoach: Jack Butler Debuut: Jan Fievez (RCS La Forestoise) |

|                                                                          |                                |       |                       | |
| 9 mei 1936                                                               | België                         | 3 - 2 | Engeland              | Opstelling België: |
| Vriendschappelijk Jubelstadion, Brussel Scheidsrechter: Joop van Moorsel | Isemborghs 62', 82' Fievez 84' |       | 2' Camsell 88' Habbis | Badjou; Paverick, Joacim; Dalem, Stijnen , De Winter; Fievez, Lamoot, Capelle, Isemborghs, Franckx Bondscoach: Jack Butler Debuut: Antoine Franckx (Koninklijke Lyra) |

|                                                                            |             |       |             | |
| 24 mei 1936                                                                | Zwitserland | 1 - 1 | België      | Opstelling België: |
| Vriendschappelijk Sportpfalz Rankhof, Bazel Scheidsrechter: Lucien Leclerq | Ciseri 5'   |       | 71' Capelle | Badjou; Paverick, Smellinckx ; Dalem, Stijnen, De Winter; Fievez, Lamoot, Capelle, Isemborghs, Franckx Bondscoach: Jack Butler |

### 1937
|                                                                      |                                                |       |           | |
| 21 februari 1937                                                     | België                                         | 3 - 1 | Frankrijk | Opstelling België: |
| Vriendschappelijk Jubelstadion, Brussel Scheidsrechter: Hans Boekman | R. Braine 43' Ceuleers 65' S. Vanden Eynde 78' |       | 12' Rio   | Braet; Paverick, Joacim; Dalem, Stijnen , De Winter; Torfs, Ceuleers, Voorhoof, R. Braine, S. Vanden Eynde Bondscoach: Jack Butler Debuut: Arthur Ceuleers (Beerschot AC) |

|                                                                      |                        |       |           | |
| 4 april 1937                                                         | België                 | 2 - 1 | Nederland | Opstelling België: |
| Vriendschappelijk Bosuilstadion, Antwerpen Scheidsrechter: Henry Mee | Ceuleers 1' Fievez 75' |       | 40' Wels  | Braet; Paverick, Joacim; Dalem, Stijnen , De Winter; Fievez, Ceuleers, Voorhoof, R. Braine, Buyle Bondscoach: Jack Butler Debuut: Fernand Buyle (Daring CB) |

|                                                                          |              |       |                            | |
| 18 april 1937                                                            | België       | 1 - 2 | Zwitserland                | Opstelling België: |
| Vriendschappelijk Jubelstadion, Brussel Scheidsrechter: William Hamilton | Voorhoof 74' |       | 11' M. Abegglen 48' Bickel | Braet; Paverick, Joacim; Dalem, Stijnen , De Winter; Buyle, Ceuleers, Voorhoof, R. Braine, S. Vanden Eynde Bondscoach: Jack Butler |

|                                                                               |             |       |        | |
| 25 april 1937                                                                 | Duitsland   | 1 - 0 | België | Opstelling België: |
| Vriendschappelijk Hindenburg Kampfbahn, Hannover Scheidsrechter: James Jewell | Hohmann 17' |       |        | Badjou; Paverick, Joacim; Dalem, Stijnen , De Winter; Buyle, Lamoot, R. Braine, Isemborghs, S. Vanden Eynde Bondscoach: Jack Butler |

|                                                                     |           |       |        | |
| 2 mei 1937                                                          | Nederland | 1 - 0 | België | Opstelling België: |
| Vriendschappelijk De Kuip, Rotterdam Scheidsrechter: Charles Argent | Vente 24' |       |        | Badjou; Paverick, Joacim; Dalem, Stijnen , De Winter; Buyle, Voorhoof, Capelle, R. Braine, S. Vanden Eynde Bondscoach: Jack Butler |

|                                                                                      |             |       |             | |
| 6 juni 1937                                                                          | Joegoslavië | 1 - 1 | België      | Opstelling België: |
| Vriendschappelijk Stadion Beogradski SK, Belgrado Scheidsrechter: Rinaldo Barlassina | Lešnik 34'  |       | 52' Capelle | Badjou; Paverick, Joacim; Dalem, Stijnen , De Winter; Buyle, Voorhoof, Capelle, R. Braine, S. Vanden Eynde Bondscoach: Jack Butler |

|                                                                                     |                  |       |              | |
| 10 juni 1937                                                                        | Roemenië         | 2 - 1 | België       | Opstelling België: |
| Vriendschappelijk Stadionul Regele Carol II, Boekarest Scheidsrechter: Gustav Krist | Barátky 34', 79' |       | 87' Voorhoof | Badjou; Paverick, Joacim; Dalem, Stijnen , De Winter; Buyle, Voorhoof, Capelle, R. Braine, S. Vanden Eynde Bondscoach: Jack Butler |

### 1938
|                                                                               |                                                           |       |                                                | |
| 30 januari 1938                                                               | Frankrijk                                                 | 5 - 3 | België                                         | Opstelling België: |
| Vriendschappelijk Parc des Princes, Parijs Scheidsrechter: Rinaldo Barlassina | Courtois 8' Veinante 41', 51' Heisserer 47' Kowalczyk 78' |       | 22' R. Braine 28' Voorhoof 76' S. Vanden Eynde | Badjou; Paverick, Smellinckx ; Dalem, Gommers, De Winter; Van Den Wouwer, Voorhoof, Capelle, R. Braine, S. Vanden Eynde Bondscoach: Jack Butler Debuut: Frans Gommers (Beerschot AC), Chali Van Den Wouwer (Beerschot AC) |

|                                                                      |                                                               |       |                            | |
| 27 februari 1938                                                     | Nederland                                                     | 7 - 2 | België                     | Opstelling België: |
| Vriendschappelijk De Kuip, Rotterdam Scheidsrechter: Thomas Thompson | Smit 41', 53', 65', 74' Wels 59' Vente 79' Van Spaandonck 83' |       | 55' R. Braine 68' Voorhoof | Braet; Paverick, Smellinckx ; Dalem, Martens, De Winter; Voorhoof, R. Braine, Capelle, Ceuleers, S. Vanden Eynde Bondscoach: Jack Butler Debuut: Honoré Martens (AA Gent) |

|                                                                                |                   |       |                                         | |
| 13 maart 1938                                                                  | Luxemburg         | 2 - 3 | België                                  | Opstelling België: |
| WK-kwalificatie Stade Municipale, Luxemburg Scheidsrechter: Georges Capdeville | Libar 4' Kemp 41' |       | 18' Voorhoof 49' De Vries 55' R. Braine | Badjou; Paverick, Seys; Dalem, Meuldermans, De Winter; De Vries, Voorhoof, R. Braine , Isemborghs, S. Vanden Eynde Bondscoach: Jack Butler Debuut: Cornelius Seys (Beerschot AC) |

|                                                                       |                |       |                    | |
| 3 april 1938                                                          | België         | 1 - 1 | Nederland          | Opstelling België: |
| WK-kwalificatie Bosuilstadion, Antwerpen Scheidsrechter: James Jewell | Isemborghs 65' |       | 37' Van Spaandonck | Badjou; Paverick, Petit; Van Alphen, Stijnen , De Winter; Van Den Wouwer, Voorhoof, Isemborghs, R. Braine, Buyle Bondscoach: Jack Butler Debuut: Jean Petit (Standard Luik), Jan Van Alphen (Beerschot AC) |

|                                                                                              |             |       |                               | |
| 8 mei 1938                                                                                   | Zwitserland | 0 - 3 | België                        | Opstelling België: |
| Vriendschappelijk Stade Olympique de la Pontaise, Lausanne Scheidsrechter: Raffaele Scorzoni |             |       | 22', 48' Voorhoof 77' Capelle | Badjou; Paverick, Petit; Van Alphen, Stijnen , De Winter; Van Den Wouwer, Voorhoof, Capelle, R. Braine, Buyle Bondscoach: Jack Butler |

|                                                                 |                                                                 |       |            | |
| 15 mei 1938                                                     | Italië                                                          | 6 - 1 | België     | Opstelling België: |
| Vriendschappelijk San Siro, Milaan Scheidsrechter: Peco Bauwens | Meazza 17' (pen.) Andreolo 28' Pasinati 58' Piola 71', 80', 84' |       | 2' Capelle | Badjou; Paverick, Petit; Van Alphen, Stijnen , De Winter; Van Den Wouwer, Voorhoof, Capelle, R. Braine, Buyle Bondscoach: Jack Butler |

|                                                                     |                               |       |                          | |
| 29 mei 1938                                                         | België                        | 2 - 2 | Joegoslavië              | Opstelling België: |
| Vriendschappelijk Jubelstadion, Brussel Scheidsrechter: Ivan Eklind | Capelle 4' Van Den Wouwer 67' |       | 26' Petrović 77' Matošić | Badjou; Paverick, Petit; Van Alphen, Stijnen , De Winter; Van Den Wouwer, Voorhoof, Capelle, R. Braine, Buyle Bondscoach: Jack Butler |

|                                                                                |                              |       |                | |
| 5 juni 1938                                                                    | Frankrijk                    | 3 - 1 | België         | Opstelling België: |
| WK 1938 Stade olympique Yves-du-Manoir, Colombes Scheidsrechter: Hans Wüthrich | Veinante 1' Nicolas 11', 69' |       | 19' Isemborghs | Badjou; Paverick, Seys; Van Alphen, Stijnen , De Winter; Van Den Wouwer, Voorhoof, Isemborghs, R. Braine, Buyle Bondscoach: Jack Butler Debuut: Jean Petit (Standard Luik), Jan Van Alphen (Beerschot AC) |

### 1939
|                                                                      |                    |       |                                               | |
| 29 januari 1939                                                      | België             | 1 - 4 | Duitsland                                     | Opstelling België: |
| Vriendschappelijk Jubelstadion, Brussel Scheidsrechter: Rudolf Elköw | Stijnen 43' (pen.) |       | 12' Binder 18' Schön 65' Lehner 80' Hahnemann | De Raedt; Paverick, Van Calenberg; Dalem, Stijnen , Henry; Winnepenninckx, Voorhoof, Isemborghs, R. Braine, Buyle Bondscoach: Jack Butler Debuut: Albert De Raedt (AA Gent), Georges Van Calenberg (RSC Anderlecht), François Winnepenninckx (Union Sint-Gillis) |

|                                                                                |                                               |       |                                    | |
| 19 maart 1939                                                                  | België                                        | 5 - 4 | Nederland                          | Opstelling België: |
| Vriendschappelijk Bosuilstadion, Antwerpen Scheidsrechter: Charles de la Salle | Capelle 9', 39', 79' Fievez 33' R. Braine 72' |       | 26', 76' Vente 43' Smit 67' Dräger | Badjou; Paverick, Van Calenberg; Van Alphen, Stijnen , Henry; Fievez, Voorhoof, Capelle, R. Braine, Isemborghs Bondscoach: Jack Butler |

|                                                                                |                          |       |                        | |
| 23 april 1939                                                                  | Nederland                | 3 - 2 | België                 | Opstelling België: |
| Vriendschappelijk Olympisch Stadion, Amsterdam Scheidsrechter: Thomas Thompson | Dräger 5' Vente 50', 71' |       | 3' R. Braine 70' Buyle | Badjou; Paverick, Van Calenberg; Van Alphen, Stijnen , Henry; Fievez, Voorhoof, Capelle, R. Braine, Buyle Bondscoach: Jack Butler |

|                                                                           |              |       |                          | |
| 14 mei 1939                                                               | België       | 1 - 2 | Zwitserland              | Opstelling België: |
| Vriendschappelijk Stade Vélodrome de Rocourt, Luik Scheidsrechter: Conrié | Voorhoof 53' |       | 9' A. Abegglen 64' Amadò | Badjou; Paverick, Van Calenberg; Van Alphen, Stijnen , Henry; Fievez, Voorhoof, Capelle, R. Braine, Demulder Bondscoach: Jack Butler Debuut: Georges Demulder (Racing White Star AC) |

|                                                                          |            |       |                            | |
| 18 mei 1939                                                              | België     | 1 - 3 | Frankrijk                  | Opstelling België: |
| Vriendschappelijk Jubelstadion, Brussel Scheidsrechter: Sidney Donaldson | Lamoot 62' |       | 28', 85' Koranyi 48' Mathé | Badjou; Paverick, Van Calenberg; Van Alphen, Stijnen , Henry; Fievez, Lamoot, Capelle, Isemborghs, R. Braine Bondscoach: Jack Butler |

|                                                                        |                               |       |                                         | |
| 27 mei 1939                                                            | Polen                         | 3 - 3 | België                                  | Opstelling België: |
| Vriendschappelijk Stadion Miejski, Łódź Scheidsrechter: Karl Wunderlin | Wilimowksi 5', 26' Wostal 48' |       | 42' Fievez 56' R. Braine 89' Isemborghs | De Raedt; Paverick , Van Calenberg; Van Alphen, Gommers, Henry; Fievez, Lamoot, Isemborghs, R. Braine, Buyle Bondscoach: Jack Butler |

KBVB · A-internationals · Selecties · Statistieken · Bondscoaches · Belgisch vrouwenelftal · Olympisch elftal · België U21 · België U20 · België U19 · België U18 · België U17 · België U16 · Vrouwen U19 · Vrouwen U17
Albanië ·
Algerije ·
Andorra ·
Argentinië ·
Armenië ·
Australië ·
Azerbeidzjan ·
Bosnië en Herzegovina · 
Brazilië ·
Bulgarije ·
Burkina Faso ·
Canada ·
Chili ·
Colombia ·
Costa Rica ·
Cyprus ·
DDR ·
Denemarken ·
Duitsland ·
Egypte ·
El Salvador ·
Engeland ·
Estland ·
Faeröer ·
Finland ·
Frankrijk ·
Gabon ·
Gibraltar ·
Griekenland ·
Hongarije ·
Ierland ·
IJsland ·
Irak ·
Israël ·
Italië ·
Ivoorkust ·
Japan ·
Joegoslavië ·
Kazachstan ·
Kroatië · 
Letland ·
Litouwen ·
Luxemburg ·
Malta ·
Marokko ·
Mexico ·
Montenegro · 
Nederland ·
Noord-Ierland ·
Noord-Macedonië ·
Noorwegen ·
Oekraïne ·
Oostenrijk ·
Panama · 
Paraguay ·
Peru ·
Polen ·
Portugal ·
Qatar ·
Roemenië ·
Rusland ·
San Marino ·
Saoedi-Arabië ·
Schotland ·
Servië ·
Servië en Montenegro ·
Slovenië ·
Slowakije ·
Sovjet-Unie ·
Spanje ·
Tsjechië ·
Tsjecho-Slowakije ·
Tunesië · 
Turkije · 
Uruguay · 
Verenigde Staten · 
Wales · 
Wit-Rusland ·
Zambia · 
Zuid-Korea · 
Zweden · 
Zwitserland
Algerije (2014) ·
Argentinië (2014) · 
Brazilië (2018) · 
Canada (2022) · 
Denemarken (2021) · 
Engeland (2018, 1) · 
Engeland (2018, 2) · 
Finland (2021) · 
Frankrijk (1904) ·
Frankrijk (2018) · 
Ierland (2016) · 
Italië (2016) · 
Italië (2021) · 
Japan (2018) · 
Kroatië (2022) · 
Marokko (2022) · 
Nederland (1985) · 
Panama (2018) ·
Polen (1982) · 
Portugal (2021) · 
Rusland (2014) · 
Rusland (2021) · 
Sovjet-Unie (1982) · 
Tunesië (2018) · 
Verenigde Staten (2014) ·
West-Duitsland (1980) · 
Zuid-Korea (2014)
België · Bulgarije · Denemarken · Duitsland · Engeland · Estland · Finland · Frankrijk · Griekenland · Hongarije · Ierland · Italië · Joegoslavië · Letland · Litouwen · Luxemburg · Nederland · Noord-Ierland · Noorwegen · Oostenrijk · Polen · Portugal · Roemenië · Schotland · Sovjet-Unie · Spanje · Tsjecho-Slowakije · Turkije · Wales · Zweden · Zwitserland
België · Bulgarije · Denemarken · Duitsland · Engeland · Estland · Finland · Frankrijk · Griekenland · Hongarije · Ierland · Israël · Italië · Joegoslavië · Letland · Litouwen · Luxemburg · Nederland · Noord-Ierland · Noorwegen · Oostenrijk · Polen · Portugal · Roemenië · Schotland · Spanje · Tsjecho-Slowakije · Turkije · Wales · Zweden · Zwitserland